# イズタニタカヒロ
イズタニ タカヒロ（本名：泉谷 隆洋、Takahiro Izutani）は、日本の作曲家、編曲家。

## プロフィール
プログレッシブ・ロックバンドのハッピー・ファミリーでギタリストとして1998年にアメリカCuneiform Recordsよりアルバム「Toscco」をリリース。その後作曲家、編曲家、リミキサーとして数多くの国内アーティストの制作を手がけるようになる。現在は他に、アコースティック・ギターをフィーチャーしたアブストラクト、ダウンビート系の音楽ユニットDUGOとしても活動中。DUGOは2006年、代表楽曲「Dublin」がアメリカCBS、ジェリー・ブラッカイマー・フィルムス制作のドラマ「CSI:マイアミ Season 3」の劇中音楽として採用される。以降はゲーム、映画、アニメ、CMなどの音楽を多く手がけている。

## 手掛けたアーティスト
- flumpool
- TRF
- 浜崎あゆみ
- 光岡昌美
- 玉置成実
- サスケ
- 大江千里
- misono
- 天野月子
- 服部祐民子
- 三上ちさこ
- 深田恭子
- SPANK HAPPY

## 劇伴音楽

### ゲーム音楽
- バイオハザード RE:4 セパレート ウェイズ DLC
- エースコンバット アサルト・ホライゾン(バンダイナムコエンターテインメント)
- メタルギアソリッド ピースウォーカー  (コナミデジタルエンタテインメント)
- THE EYE OF JUDGMENT ～神託のウィザード (ソニー・インタラクティブエンタテインメント)
- ベヨネッタ (セガ)
- ベヨネッタ2 (プラチナゲームズ)
- ベヨネッタ3 (プラチナゲームズ)
- メタルギアソリッド4 (コナミデジタルエンタテインメント)
- メタルギアソリッド バンドデシネ(コナミデジタルエンタテインメント)
- メタルギアソリッド ポータブル・オプス (コナミデジタルエンタテインメント)
- ニンジャブレイド (フロム・ソフトウェア)
- 龍が如く2(セガ)

### 映画
- HIRAKATA (ギャガ)

### アニメ
- ブラスレイター (ゴンゾ)